# اوريديس (أنوي)
"يوريديس" هي مسرحية من تأليف جان أنوي، عُرضت لأول مرة في مسرح الأتولييه (باريس) بتاريخ 18 ديسمبر 1942، بإخراج وتصميم ديكور أندريه بارساك (André Barsacq).
تُعد هذه المسرحية جزءًا من "المسرحيات السوداء"، إلى جانب "السمور" (1931)، "المتوحشة" (1934)، و**"المسافر بلا أمتعة" (1937)**.

## الحجج
"يوريديس" هي ممثلة في فرقة كوميدية متجولة. في محطة القطار، تلتقي ب"أورفيوس"، عازف الكمان. يقعون في الحب وتترك "يوريديس" الفرقة لتعيش مع "أورفيوس". يصادف الزوجان بائعًا متجولًا مزعجًا، السيد "هنري"، ربما القدر. يكشف مدير الفرقة أن "يوريديس" هي عشيقته. "أورفيوس" يشعر بالغيرة، والعشاق غاضبون. بينما كانت بالخارج، علم "أورفيوس" أن "يوريديس" تعرضت لحادث حافلة. السيد "هنري"، الرحيم، يتنازل عن الموت تعود "يوريديس" إلى الحياة، لكن "أورفيوس" لا ينبغي أن ينظر إليها حتى الصباح. لا يستطيع "أورفيوس" المقاومة وينظر إليها. تموت مرة أخرى. السيد. يقدم "هنري" ل"أورفيوس" العلاج الوحيد الذي سيسمح له بالانضمام إلى "يوريديس": الموت. في غرفة فندق بلا سحر، يجتمع العشاق إلى الأبد.

## مسرح الورشة ، 1942
العرض الأول: 18 ديسمبر 1942 في مسرح الأتولييه (Théâtre de l'Atelier).
- الإخراج المسرحي: أندريه بارساك
- تصميم الديكور: أندريه بارساك
- الشخصيات والممثلون:

- - الأب: جان داستيه (Jean Dasté)
  - أورفيوس: ألان كوني (Alain Cuny)
  - يوريديس: مونيل فالنتين (Monelle Valentin)
  - الأم: مادلين جوفورا (Madeleine Geoffroy)
  - فتى المطعم: أوجين إيفيرن (Eugène Yvernes)
  - فنسنت: جان-هنري شامبوا (Jean-Henri Chambois)
  - الفتاة الشابة: آني تالبير (Annie Talbert)
  - ماتياس: روجيه-ماكسيم (Roger-Maxime)
  - ألفريدو دولاك: ألفريد آدام (Alfred Adam)
  - السيد هنري: أوغوست بوفيريو (Auguste Boverio)
  - فتى الفندق: ليونس كورن (Léonce Corne)
  - مساعد المخرج الصغير: جاك جانّيه (Jacques Jeannet)
  - السائق: مارسيل بيريس (Marcel Pérès)
  - أمينة الصندوق: سوزان دالتي (Suzanne Dalthy)
  - سكرتير مركز الشرطة: أندريه شليسر (André Schlesser)

## مسرح لوفغ (Théâtre de l'Œuvre)، 1991
العرض الأول في 12 فبراير 1991 على خشبة مسرح لوفغ (Théâtre de l'Œuvre).
- الإخراج المسرحي: جورج ويلسون
- تصميم الديكور: جورج ويلسون
- الأزياء: لورانس برينيون
- الإضاءة: جيرار كيريز
- الموسيقى الأصلية: برونو كوليه
- الشخصيات والممثلون:

- - الأب: جورج ويلسون
  - أورفيوس: لامبير ويلسون
  - يوريديس: صوفي مارسو
  - الأم: كاترين روفيل
  - الفتى الأول: جاك مارشان
  - فنسنت: روبير بارتي
  - الممثلة الصغيرة: إيلزا زيلبرشتاين
  - ماتياس: جاك جاكيمان
  - ألفريدو دولاك: برونو بالب
  - السيد هنري: ماكسونس ميلفور
  - مساعد المخرج الصغير: بيير فال

## حول المسرحية
فيلم "لم تروا شيئًا بعد" للمخرج ألان رينيه (2012) يجمع بين مسرحيتين من تأليف جان أنوي:
"يوريديس" و**"شِير أنطوان أو الحب الفاشل"**.
الفيلم يُعد تجسيدًا ثلاثيًا لفكرة "مسرح داخل المسرح" (mise en abyme théâtrale).

## روابط خارجية
قالب:Liens
قالب:Palette